# Craig Anton
Craig Ward Anton, né le 28 août 1962, est un acteur et humoriste américain. Il est surtout connu pour ses rôles de M. Pettus dans Lizzie McGuire et de Lloyd Diffy dans Phil du futur.

## Jeunesse
Anton est né et grandit à Omaha, dans le Nebraska. Il est le fils aîné d'Antoinette (Akromis) et d'Arthur Ward Anton. Il a un frère cadet, Brian, et deux sœurs, Toni et Megan. Anton est diplômé de l'Omaha Burke High School en 1980 et de l'Université du Nebraska à Lincoln en 1996.

## Carrière
Anton commence à jouer la comédie dès son enfance à Omaha, dans le Nebraska, et entame une carrière de comédien à l'âge de 17 ans, se produisant dans des clubs de comédie en 1978, alors qu'il est au lycée. Il fréquente l'université du Nebraska et obtient en 1983 une licence en théâtre et en anglais. Anton commence sa carrière d'humoriste dans le circuit universitaire dans les années 1980. En 1984, il parcourt la Méditerranée et le Moyen-Orient dans le cadre d'une tournée USO entièrement consacrée à l'humour, passant deux mois en Turquie, en Grèce, à Bahreïn, en Italie, en Israël et en Espagne pour divertir les troupes. En 1985, il est nommé la personne la plus drôle du Nebraska par Showtime. À la fin des années 1980, Anton s'installe à New York et tente sa chance comme acteur, avant de s'installer à Los Angeles. Il enseigne actuellement au SCAD à Savannah, en Géorgie.

### 2 Headed Dog
Anton est membre du groupe de comédie 2 Headed Dog avec les comédiens Jim Turner, Mark Fite et Dave (Gruber) Allen.

### First Time OutetMad TV
À l'automne 1995, Anton réserve deux pilotes télévisés à Los Angeles. Il est choisi pour incarner Nathan dans la sitcom de la WB First Time Out, créée en septembre, et participe ensuite participé à la série de sketches Mad TV de la FOX en octobre. L'autre émission d'Anton, First Time Out, est rapidement annulée deux mois après la première de Mad TV. Son personnage le plus durable est Clorox, dans les sketches de "Star Trek : Deep Stain Nine". Clorox est censé être le principal ennemi du sketch et il est vaguement basé sur Q de Star Trek. Il imite Dennis Miller et Nate Richert avant de quitter la série en 1998 à la fin de la troisième saison.

### Autres projets télévisés
Depuis qu'il a quitté Mad TV, Anton développe un vaste curriculum vitae à la télévision. Il fait des apparitions dans des séries télévisées telles que Mr. Show with Bob and David, Coach, Boston Justice, Entourage, Larry et son nombril, Un gars du Queens, Ally McBeal, Lizzie McGuire, Phil du futur, Tout le monde aime Raymond, Weekends at the D.L., 2 Broke Girls et Mad Men. Après avoir quitté Mad TV, Craig joue le rôle de M. Pettus dans Lizzie McGuire. Après la fin de la saison 1, Craig Anton quitte la série. Il joue ensuite le rôle de Lloyd Diffy dans Phil du futur.

### Projets de films
Anton apparait dans des films tels que Mail Bonding (1995), Deliver Us From Eva (2003), The Goldfish (2003), Run Ronnie Run (2002), D-WAR (2005) et Careless (2007). Il participe également au long métrage The Mother of Invention (2010).

### Projets de doublage
En 2004, Anton joue dans la série animée Tom Goes to the Mayor. Il fournit la voix (et le corps) de l'un des trois membres du conseil municipal.

### Tomorrow Show
Avec les comédiens Ron Lynch et Brendon Small, Craig anime le Tomorrow Show, un spectacle humoristique hebdomadaire en direct au Steve Allen Theatre de Los Angeles, en Californie. Bien qu'Anton et Small ne soient plus activement impliqués dans l'émission, les deux font occasionnellement des apparitions surprises, notamment lors d'un spectacle anniversaire annuel.

## Vie privée
Anton épouse Lesley Gray en septembre 1994. Ils ont des filles jumelles, Delphine et Ruby. Ils vivent actuellement à Savannah, en Géorgie.

## Filmographie

### Cinéma
| Année        | Titre                   | Rôle               | Remarques       |
| ------------ | ----------------------- | ------------------ | --------------- |
| 1993         | Ice Cream               | Homme              | Court métrage   |
| 1995         | Mail Bonding            | Poète              |                 |
| 2002         | Run Ronnie Run          | Agent hollywoodien |                 |
| 2003         | Délivre-nous d'Eva      | Théo Wilson        |                 |
| 2003         | The Goldfish            | Duncan Poole       |                 |
| 2005         | D-WAR                   | Dr Austin          |                 |
| 2007         | Careless                | Officier Bill      |                 |
| 2010         | The Mother of Invention | James Gilmore      |                 |
| 2016         | Jigsaw                  | Mauvais père       |                 |
| 2022         | The Bob's Burgers Movie | M. Dowling         | Rôle vocal      |
| À déterminer | Bride Hard              |                    | Post-production |

### Télévision
| Année     | Titre                       | Rôle                                                                                       | Remarques                 |
| --------- | --------------------------- | ------------------------------------------------------------------------------------------ | ------------------------- |
| 1995–1998 | First Time Out              | Nathan                                                                                     |                           |
| 1995–1998 | Mad TV                      | Divers personnages                                                                         | Comédie à sketches        |
| 1995      | Mr. Show with Bob and David | Expert Truck (voice)                                                                       |                           |
| 1996      | Coach                       | Brian                                                                                      |                           |
| 1998      | Driven to Drink             | The Bartender                                                                              |                           |
| 1998      | The Army Show               | Lt. Branford Handy                                                                         |                           |
| 1999      | Random Play                 | Divers personnages                                                                         |                           |
| 2000      | Curb Your Enthusiasm        | Craig                                                                                      |                           |
| 2001      | Lizzie McGuire              | Mr. Pettus                                                                                 |                           |
| 2001      | Late Friday                 | Lui-même                                                                                   |                           |
| 2001      | Ally McBeal                 | Roger Clayton                                                                              |                           |
| 2001      | Primetime Glick             | Divers personnages                                                                         |                           |
| 2001–2005 | The King of Queens          | En tant que Mitch dans Package Deal (saison 3), et Neal Berger dans Awed Couple (saison 7) |                           |
| 2002      | Everybody Loves Raymond     | Neil                                                                                       |                           |
| 2002      | Live From Baghdad           | Otage américain #2                                                                         |                           |
| 2003      | Lucky                       | Inconnu                                                                                    |                           |
| 2004      | Tom Goes to the Mayor       | Membre du conseil municipal/Divers (voix)                                                  |                           |
| 2005      | Weekends at the DL          | Winston Sicklebee                                                                          |                           |
| 2006      | Boston Legal                | Ray Richardson                                                                             |                           |
| 2006      | The Office                  | Craig                                                                                      | épisode : Valentine's Day |
| 2004–2006 | Phil of the Future          | Lloyd Diffy                                                                                |                           |
| 2010      | True Jackson VP             | Snackleberry Junction Chef                                                                 |                           |
| 2010      | Workaholics                 | Bart                                                                                       |                           |
| 2012–2023 | Bob's Burgers               | Mr. Dowling (voix)                                                                         | 4 épisodes                |
| 2013      | Mad Men                     | Frank Gleason                                                                              |                           |
| 2014      | The Middle                  | Bob Branderson                                                                             |                           |
| 2014-2015 | Comedy Bang! Bang!          | Roger Tamblin et le Premier ministre canadien Pierre Mooselager                            | 2 épisodes                |
| 2016      | Walk the Prank              | Doug                                                                                       | 1 épisode                 |
| 2022      | The Girl from Plainville    | Samuel Sutter                                                                              | 2 épisodes                |